# 万里小路季房
万里小路季房（までのこうじ すえふさ）は、鎌倉時代末期の公卿。大納言・万里小路宣房の二男。官位は正四位下・参議、右大弁、中宮亮。季房は後醍醐天皇の倒幕運動に関わったが、子・仲房は北朝に仕え、万里小路家は北朝政権と足利将軍家で重きをなしていくことになる。

## 経歴
以下、『公卿補任』と『尊卑分脈』の内容に従って記述する。
- 正安3年（1301年）11月18日、叙爵。
- 徳治3年（1308年）9月19日、春宮権少進に任ぜられ、その後少進に転任。
- 応長元年（1311年）10月7日、従五位上に昇叙。
- 正和2年（1313年）4月10日、少進を止める。
- 正和3年（1314年）6月3日、正五位下に昇叙。
- 正和4年（1315年）4月17日、春宮権大進に任ぜられる。
- 文保2年（1318年）2月26日、権大進を止める[3]。3月26日、春宮権大進に還任。10月26日、伊勢守を兼ねる。
- 元応元年（1319年）8月21日、春宮大進に転任。
- 元応2年（1320年）3月24日、蔵人に補され、伊勢守を止める。
- 元亨2年（1322年）6月17日、木工頭を兼ねる。8月1日、大進を止める。12月25日、勘解由次官を兼ね、29日には少納言を兼ねる。
- 元亨3年（1323年）1月13日、能登権守を兼ねる。8月7日、右少弁に任ぜられ、29日に少納言を止める。
- 元亨4年（1324年）4月27日、中宮権大進を兼ねる。
- 正中2年（1325年）1月27日、左少弁に転任。2月26日、中宮大進を兼ねる。
- 嘉暦元年（1326年）6月14日、蔵人を止め、23日には右中弁に転任。
- 嘉暦2年（1327年）1月5日、正五位上に昇叙。3月24日、備前守を兼ね能登権守を止める。5月23日、従四位下に昇叙。7月16日、中宮亮を兼ね、8月1日に備前守を止める。11月10日、左中弁に転任。12月11日、装束使となり、16日には左宮城使となる。
- 嘉暦3年（1328年）1月5日、従四位上に昇叙[4]。9月23日、蔵人頭に補される[5]。25日には禁色を許される。
- 嘉暦4年（1329年）1月5日、正四位下に昇叙され、13日には阿波権介を兼ねる。8月4日には左中弁を止める。
- 元徳2年（1330年）3月22日、右大弁に任ぜられる。4月7日、参議に任ぜられる。右大弁と中宮亮は元の如し。10月21日、造東大寺長官に補される。
- 元弘元年（1331年）10月5日、参議を辞し16日には出家し17日には武家に出頭した。その後、常陸に流罪となる。
- 元弘3年（1333年）5月20日、配所で殺された。

## 元弘の乱に関わる
季房は参議となって間もなく、元弘の乱に関わって幕府に捕縛され関東に流罪となった。兄・藤房は京都に帰還できたが、季房のみが殺され父・宣房と母が嘆き悲しんだと『増鏡』にも記述がある。

## 系譜
- 父：万里小路宣房（1258-1348）
- 母：不詳
- 妻：宮内卿藤原顕相の娘
  - 長男：万里小路仲房（1322-1388）